# العنصرية في المكسيك

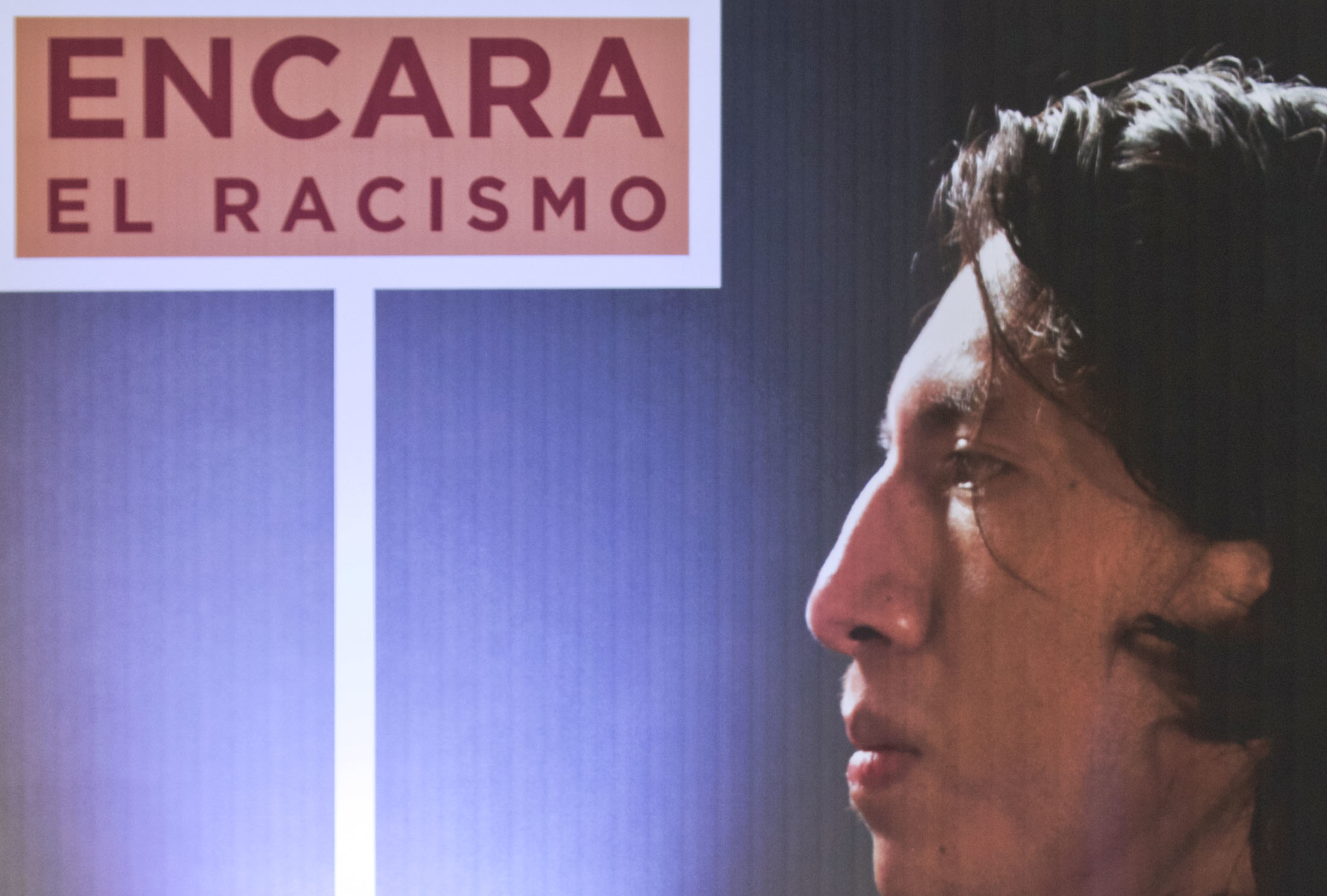
وجه ملصق العنصرية في المكسيك

العنصرية في المكسيك تشير إلى الظاهرة الاجتماعية التي يحدث فيها التعبير عن سلوكيات التمييز، والكراهية، والعنف، والإساءة، وسوء المعاملة، والرفض، والازدراء، والتعصب، والتفوق، وما إلى ذلك بين الناس في ذلك البلد بسبب عرقهم، وإثنيتهم، ولون بشرتهم، ولغتهم، والدين، والتقاليد، والمظهر الجسدي، من بين أمور أخرى.
للعنصرية في المكسيك تاريخ طويل. ويُفهم أنها موروثة مباشرة من الطبقة الاجتماعية والتعصب الديني في الفترة الاستعمارية المستخدمة لتقويض ثقافة وإرث حضارات وسط أمريكا القديمة. يتمتع المكسيكيون من الطبقة العليا والمتوسطة بدرجات لون بشرة أفتح من أفراد الطبقات الدنيا، مثل الكريول من أصل إسباني مباشرة. بشكل عام، يشكل الأشخاص ذوو البشرة الداكنة والسكان الأصليون جميع الفلاحين والطبقات العاملة تقريبًا، في حين أن المكسيكيين ذوي البشرة الفاتحة هم من النخبة الحاكمة.
يعتبر التمييز ضد الأفراد بسبب خلفياتهم الاجتماعية أو العرقية أو الوطنية مشكلة خطيرة في المكسيك. يؤثر المكسيكيون ذوو البشرة الفاتحة بشكل أكثر شيوعًا على تلك الأعمال العنصرية ضد مواطنيهم والأجانب. لقد ولّد الجهل والتلاعب بالتاريخ القومي مشاعر قومية مختلفة تعيق التعايش الصحي بين المجموعات العرقية المختلفة في البلاد. 

## التاريخ

### المكسيك الاستعمارية
بالنسبة للكثيرين، فإن نظام الطبقات الإسباني هو البدايات الرئيسية لظاهرة التمييز في المكسيك. وضعت المؤسسات الاستعمارية المختلفة بروتوكولات استبعاد على أساس نقاء الدم. وكان الدم الإسباني هو الأكثر كرامة، بينما كان الدم الأفريقي هو الأقل قيمة.
وفقًا لفيديريكو نافاريتي، دكتور في دراسات وسط أمريكا من الجامعة الوطنية المستقلة في المكسيك (UNAM)، كان السكان الأصليون هم القاعدة السكانية الأكبر لأمريكا، وبالتالي كانوا قاعدة النظام الاقتصادي، احتل البيض المناصب المتميزة في السياسة والهيكل الاقتصادي، بينما كان على الهنود العمل ودفع الترفيد والضرائب للتاج. وكان السود في أدنى المستويات، الذين عاشوا فقط للعمل كعبيد. نشأ النظام الطبقي من ذلك واتخذ نظامًا كاملاً من الأسماء للإشارة إلى الاختلاطات المختلفة للدم الأوروبي والسكان الأصليين والأفارقة. بالنسبة إلى نافاريتي، كان استخدام كل هذه الفروق في الواقع له علاقة بأغراض عملية أكثر من ارتباطه بالمفهوم الحديث للعنصرية (الذي ظهر فقط في أوائل القرن التاسع عشر) لذلك لا ينبغي الخلط بين مصطلح «الطبقة» و«العرق». بعد عدة قرون من الاستعمار، وصل تمازج الأجناس المستمر إلى درجة أنه لم يكن من الممكن التمييز بين «الدماء النقية» والهجينين.
إن إرث «الارتباطات بين الوضع الاجتماعي والاقتصادي والسمات العنصرية» مغروس في المجتمع والثقافة المكسيكية حتى يومنا هذا. 

### العنصرية في الفترة البورفيريوية
كانت البورفيريوية فترة في تاريخ المكسيك حكم فيها الجنرال والسياسي بورفيريو دياث كرئيس للبلاد. امتدت هذه الفترة بين عامي 1877 و1911 وتميزت بسياسات بورفيرية سميت «النظام والتقدم» و«الخبز أو العصا». وقد كانت فترة نمو اقتصادي شامل. ومع ذلك، كان هذا على حساب استغلال السكان الأصليين وغيرهم من الفئات المهمشة. في هذه الفترة، بلغت المزارع الكبيرة (الهايسندا) ذروتها. وكان معظم الفلاحين من السكان الأصليين والسود. أما ملاك الأراضي عمومًا فكانوا من البيض والأثرياء والأجانب. وحدثت عدة إضرابات في جميع أنحاء البلاد في ذلك الوقت، بسبب استغلال العمال والفلاحين، ولكن أهم تلك الإضرابات كان في ريو بلانكو وكانانيا. وربما كان لحرب الطبقات أكبر تأثير على العنصرية في ذلك الوقت، وفي تلك الحرب تمرد السكان الأصليون من شعب المايا ضد البيض والسكان الهجينين في يوكاتان. وكان نفي هنود الياكي من موطنهم سونورا، في شمال غرب البلاد، إلى ولاية يوكاتان، في جنوب شرق المكسيك، سببًا في معركة مازوكوبا. ويقترح بعض المؤلفين أن العنصرية خلال فترة البورفيريوية كانت بسبب تفاقم المشاعر القومية المكسيكية وإلى تطبع الثقافة المكسيكية بالطابع الأوروبي، ولا سيما الفرنسة الممنهجة.
أدى الاستغلال المستمر للسكان الأصليين، والاستيلاء على أراضيهم، والفترة الديكتاتورية الطويلة للجنرال بورفيريو دياث، والاستياء العام إلى اندلاع الثورة المكسيكية عام 1910. ونشرت صحيفة أمريكان ماغازين سلسلة واسعة من المقالات اسمهاMéxico Bárbaro  (المكسيك البربرية) حول العبودية البشرية التي كانت تمارس خلال السنوات الأخيرة من ديكتاتورية بورفيريو دياث في أماكن مثل يوكاتان وفالي ناسيونال في المكسيك.

## المكسيك المعاصرة
بعد استقلال المكسيك عام 1821، وبعد إعلان دستور عام 1824، «فقدت الشعوب الأصلية وضعها الاستعماري الخاص، وما رافق ذلك الوضع من حماية، بصفتها حرسًا للحكومة».
وفقًا للمجلس الوطني لمنع التمييز (CONAPRED)، فإن السكان الأصليين والمثليين والسود هم أكثر الجماعات تعرضًا للتمييز في المكسيك. وعلى حد تعبير الباحثة ألكسندرا هاس، «في المكسيك، على عكس ما يحدث في دول أخرى مثل الولايات المتحدة، تؤثر العنصرية على أغلبية سكانية بدلاً من أقلية ذات امتياز».
ويعد المجلس الوطني لمنع التمييز وكالة حكومية مكسيكية تأسست في عام 2003.
وفقًا للمجلس الوطني لتقييم سياسة التنمية الاجتماعية (CONEVAL)، يعيش 71٪ من السكان الأصليين في حالة فقر. بينما يؤكد المجلس الوطني لمنع التمييز أن غالبية الناس الذين يعتبرون أنفسهم منحدرين من أصل أفريقي يعيشون في أوضاع من التهميش والفقر. ووفقًا للإحصاء، فإن عدد السكان المكسيكيين الأفارقة 1،300،000 شخص. وفي عام 2019 جرى الاعتراف دستوريًا بهوية المكسيكيين الأفارقة؛ ومن المتوقع أن يكون أول إحصاء رسمي لهم في تعداد عام 2020.
وفقًا للمعهد الوطني للإحصاء والجغرافيا، ما يزال لون البشرة عاملاً في التقسيم الطبقي الاجتماعي. واستنادًا لنتائج أول وحدة للتنقل الاجتماعي بين الأجيال، كلما كان لون البشرة أفتح، زادت الفرص المتاحة للحصول على وظائف ومناصب إدارية ذات رواتب أفضل. أظهر مسح التمييز الوطني الذي أجراه المعهد الوطني للإحصاء والجغرافيا في عام 2017 أن 3 من كل 10 مشاركين يعتقدون أن السكان الأصليين في البلاد فقراء بسبب ثقافتهم. بالإضافة إلى ذلك، أعلن 5 من كل 10 أشخاص ينتمون إلى مجموعة إثنية أنه في السنوات الخمس الماضية حُرموا من الحصول على الخدمات الصحية. يمكن تطبيق هذه المقدمات على فئات مختلفة، مثل التعليم والتوظيف والثروة. والذي يمكن من خلاله استنتاج أن الأصل الإثني في المكسيك يعمل كمحدد اجتماعي واقتصادي، على الرغم من حقيقة أنه لم يعد هناك مؤسسة تنظمه. ومع ذلك، هناك استثناءات ملحوظة لأن معظم الفقراء في المناطق الريفية شمال المكسيك هم من البيض (يُطلق عليهم «güeros de rancho» وهو ما يشبه مصطلح وايت تراش القمامة البيضاء)، بينما في جنوب المكسيك - لا سيما في ولايتي يوكاتان وتشياباس - يشكل الهنود الحمر والهجينون جزءًا كبيرًا من الطبقة العليا.
في عام 2020، بعد مقتل جورج فلويد في الولايات المتحدة، طرح الممثل تينوك هويرتا قضية العنصرية في المكسيك على طاولة المفاوضات عبر الشبكات الاجتماعية، الأمر الذي أثار جدلاً مع الممثل ماوريسيو مارتينيز، الذي اتهم بكراهية النساء والعنصرية. 